# Gregory Nava
Gregory Nava (San Diego, Califòrnia, Estats Units, 10 d'abril de 1949) és un director de cinema, guionista, productor, director de fotografia i muntador estatunidenc.

## Biografia
Nava va néixer el 10 d'abril de 1949 a San Diego, Califòrnia, és titulat per l'escola secundària St Augustin a San Diego. Es va formar a l'UCLA (escola de cinema). Nava comença al cinema a mitjans dels anys 1970 amb Confessions d'Amans, rodat amb baix pressupost, amb un guió escrit per ell mateix i la seva esposa Ann Thomas (igualment cineasta), i va guanyar el premi al millor primer llargmetratge al festival de Cinema Internacional de Chicago l'any 1976.
El seu film de 1983 El Norte és una crònica de viatges. És també el guionista de Frida l'any 2002. Ell i la seva esposa van ser nominats a l'Oscar al millor guió original.

## Filmografia

### Com a director
- 1977: The Confessions of Amans
- 1983: El Norte
- 1988: A Time of Destiny
- 1995: La meva família (My Family)
- 1997: Selena
- 1998: Why Do Fools Fall in Love
- 1999: The 20th Century: American Tapestry (TV)
- 2002: American Family (sèrie TV)
- 2007: Bordertown[3]

### Com a guionista
- 1977: The Confessions of Amans
- 1982: The End of August
- 1988: A Time of Destiny
- 1995: La meva família (My Family)
- 1997: Selena
- 2002: Frida
- 2007: Bordertown

### Com a productor
- 1977: The Confessions of Amans
- 1981: The Haunting of M
- 1998: Why Do Fools Fall in Love
- 1999: The 20th Century: American Tapestry (TV)
- 2002: American Family (sèrie TV)
- 2005: Behind the Mask of Zorro (TV)
- 2007: Bordertown

### Com a director de fotografia
- 1977: The Confessions of Amans
- 1981: The Haunting of M

### Com a muntador
- 1977: The Confessions of Amans

## Premis i nominacions

### Premis
- L'any 1995, Gregory Nava obté l'ALMA AWARD a la millor pel·lícula gràcies al film "My Family"
- L'any 1998, Nava aconsegueix l'ALMA AWARD al millor director llatí per a "Selena" i l'any 1999 per a Why Do Fools Fall in Love.
- L'any 2011, aconsegueix l 'ALMA AWARD per al conjunt de la seva carrera.
- Per al curt "The Journal of Diego Rodriguez Silva" Nava assoleix el Premi al millor film dramàtic Nacional Student Film Festival.

### Nominacions
L'any 1985, Nava va ser nominat per l'oscar al millor guió original per al film "El Norte" així com per al premi "Writers Guild of America".
Una de les seves millors realitzacions, Les oblidades de Juarez va ser nominada vuit vegades.